# Antillotettix
Antillotettix is een geslacht van rechtvleugeligen uit de familie doornsprinkhanen (Tetrigidae). De wetenschappelijke naam van dit geslacht is voor het eerst geldig gepubliceerd in 2003 door Perez-Gelabert.

## Soorten
Het geslacht Antillotettix  is monotypisch en omvat slechts de volgende soort:
- Antillotettix nanus (Perez-Gelabert, 2003)